# Edwin Henry Fitler

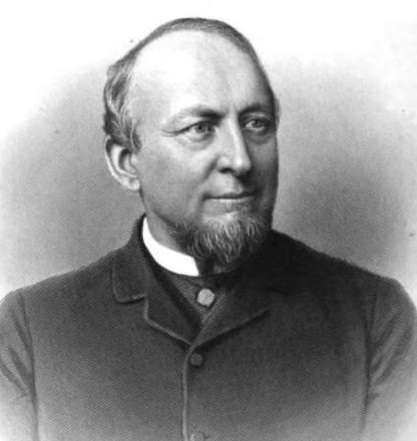
Edwin Henry Fitler

Edwin Henry Fitler, född 28 december 1825 i Philadelphia i Pennsylvania, död 31 maj 1896 i Torresdale i Philadelphia, var en amerikansk republikansk politiker och affärsman. Han var Philadelphias borgmästare 1887–1891. Han var farfar till Happy Rockefeller.
Fitler avbröt sina juridikstudier för att ta anställning i svågerns repslageri. Han blev efter en tid delägare och företaget bytte namn till Weaver, Fitler and Company. År 1870 hade han köpt ut de flesta andra ägarna och företaget bytte namn på nytt till Edwin H. Fitler & Company (Philadelphia Cordage Works). Fitlers repslageri i stadsdelen Bridesburg växte till ett av de största i hela USA.
Fitler efterträdde 1887 William Burns Smith som Philadelphias borgmästare och efterträddes 1891 av Edwin Sydney Stuart. Han avled 1896 och gravsattes på Laurel Hill Cemetery i Philadelphia. Fitler Square i Philadelphia har fått sitt namn efter Edwin Henry Fitler.